# 萬德弗盧山 (汝拉山)
47°13′58″N 7°24′36″E / 47.232709°N 7.409969°E

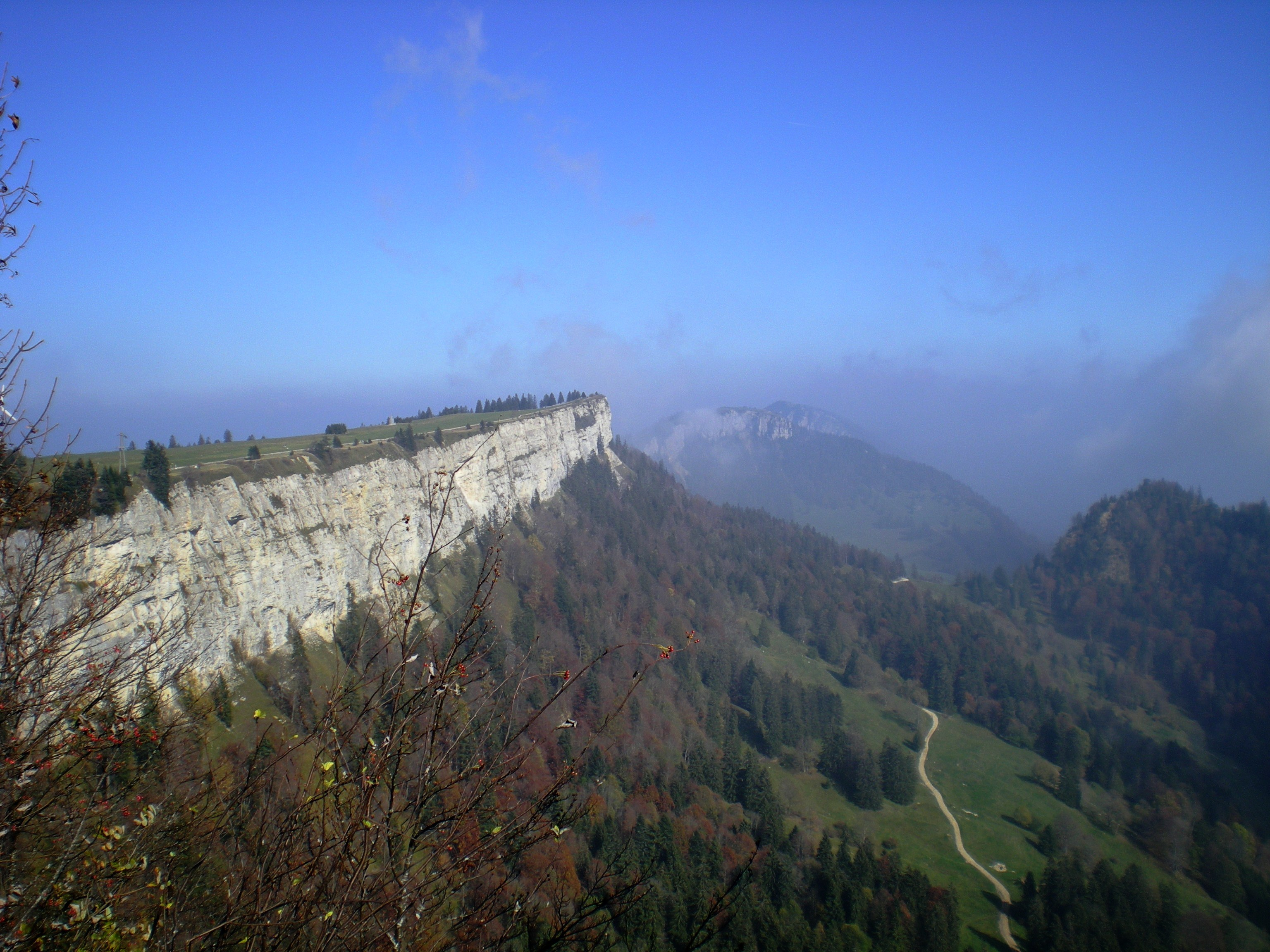

萬德弗盧山（Wandflue），是瑞士的山峰，位於該國北部，由索洛圖恩州負責管轄，屬於汝拉山的一部分，海拔高度1,399米，每年平均降雨量1,471毫米。